# 아프리카계 러시아인
아프리카계 러시아인(러시아어: афророссияне) 또는 아프로-러시안(영어: Afro-Russian)은 아프리카인의 혈통을 지닌 러시아인들을 의미한다. 현재 러시아에 거주하는 아프리카계 러시아인들은 7만명 ~ 10만명이다. 최근 시의원에 아프리카계 러시아인도 당선되었다.

## 인종차별
러시아에서는 스킨헤드에 의한 외국인 피해가 늘어나고 있으며, 그 비율은 소련 붕괴 이후에 높아지고 있다. 스킨헤드는 유색인종들을 살해하기도 하며 러시아에 거주하는 외국인중에 아프리카계 러시아인들도 스킨헤드에 의해 살해되는 경우도 있다.

## 유명한 아프리카계 러시아인
- 알렉산드르 푸시킨 - 러시아의 시인
- 앨리스 에둔 - 가수(아버지가 나이지리아인, 어머니가 러시아인)
- 빅토르 케이루 - 러시아의 농구 선수(아버지가 라이베리아사람, 어머니가 러시아인)